# Варьях
Варья́х — река в России, в Александровском районе Томской области. Устье реки находится в 258 км по правому берегу реки Киевский Ёган. Длина реки составляет 20 км. Начинается в болоте Киевском.

## Данные водного реестра
По данным государственного водного реестра России относится к Верхнеобскому бассейновому округу, водохозяйственный участок реки — Обь от впадения реки Васюган до впадения реки Вах, речной подбассейн реки — Васюган. Речной бассейн реки — (Верхняя) Обь до впадения Иртыша.

## Топографические карты
- Лист карты P-44-XXXIII,XXXIV. Масштаб: 1 : 200 000. Состояние местности на 1966 год. Издание 1986 г.